# Meugit Kayee Panyang
Meugit Kayee Panyang is een bestuurslaag in het regentschap Pidie Jaya van de provincie Atjeh, Indonesië. Meugit Kayee Panyang telt 422 inwoners (volkstelling 2010).